# Mika Niskala
Mika Niskala (Mariehamn, 28 marzo 1981) è un ex calciatore finlandese, di ruolo centrocampista.

## Carriera

### Club
Niskala iniziò la carriera con la maglia del Norrköping, debuttando nella Allsvenskan il 22 aprile 2001: sostituì Mattias Östberg nella sconfitta casalinga per 3-1 contro l'AIK.
Tornò poi in patria e vestì le maglie di Inter Turku e Mariehamn (di quest'ultimo fu anche capitano).
Il 29 marzo 2011 fu annunciato il suo trasferimento all'Alta, club norvegese militante nell'Adeccoligaen. Esordì in squadra il 17 aprile, subentrando a Christian Reginiussen nella sconfitta per 3-1 contro il Sandefjord. A fine stagione rimase svincolato. Tornò allora al Mariehamn.